# Philoros opaca
Philoros opaca là một loài bướm đêm thuộc phân họ Arctiinae, họ Erebidae.